# Podsavezna nogometna liga Zagreb 1952.
Zagrebačka nogometna liga je bila liga drugog stupnja nogometnog prvenstva Jugoslavije za sezonu 1952.
 Sudjelovalo je 20 klubova podijeljenih u dvije skupine („Grad“ i „Pokrajina“).

## Grad
- Vrijeme: od 24. veljače do 1. lipnja 1952. godine
- Formiranje lige:
  - Iz ukinute Druge savezne lige (1): Metalac (Zagreb)
  - Iz ukinute Republičke lige (2): Saobraćaj (Zagreb) i Mladost (Zagreb)
  - Iz prvenstva Zagreba, Prvi razred (6): Tekstilac (Zagreb), Borac (Jarun), Trešnjevka (Zagreb), Dolomit (Podsused), Mesarski (Zagreb) i Poštra (Zagreb)
  - Poslije kvalifikacija (1): Jedinstvo (Zagreb)
- Kvalifikacije za ulazak u ligu:
  - Jedinstvo – Grafičar ? i ?

| mj.                                          | klub              | ut. | pob. | ner. | por. | gol+ | gol- | bod |
| -------------------------------------------- | ----------------- | --- | ---- | ---- | ---- | ---- | ---- | --- |
| 1.                                           | Metalac Zagreb    | 18  | 15   | 1    | 2    | 64   | 19   | 31  |
| 2.                                           | Poštar Zagreb     | 18  | 10   | 3    | 5    | 46   | 33   | 23  |
| 3.                                           | Dolomit Zagreb    | 18  | 9    | 4    | 5    | 31   | 28   | 20  |
| 4.                                           | Saobraćaj Zagreb  | 18  | 7    | 4    | 7    | 26   | 24   | 18  |
| 5.                                           | Trešnjevka Zagreb | 18  | 5    | 7    | 6    | 23   | 27   | 17  |
| 6.                                           | Mladost Zagreb    | 18  | 7    | 2    | 9    | 40   | 41   | 16  |
| 7.                                           | Jedinstvo Zagreb  | 18  | 6    | 4    | 8    | 26   | 34   | 17  |
| 8.                                           | Mesarski Zagreb   | 18  | 4    | 4    | 10   | 18   | 43   | 12  |
| 9.                                           | Tekstilac Zagreb  | 18  | ?    | ?    | ?    | ?    | ?    | ?   |
| 10.                                          | Borac Zagreb      | 18  | 1    | 2    | 15   | 18   | 49   | 4   |
|                                              |                   |     |      |      |      |      |      |     |
| Ispušten je jedan klub u tablici – Tekstilac |                   |     |      |      |      |      |      |     |
| Izvori:                                      |                   |     |      |      |      |      |      |     |

- Viši rang:
  - Metalac (Zagreb) se plasirao u doigravanje prvenstva Hrvatske za ulazak u Prvu saveznu ligu – nije uspio. Plasirao se u novoformiranu Hrvatsko-slovensku ligu.
- Ispali:
  - Borac (Jarun)
- Novi članovi:
  - Grafičar i Kemičar

## Pokrajina
- Formiraju je klubovi bivše Zagrebačke, Karlovačke i Bjelovarske oblasti.
- Formiranje lige:
  - Iz ukinute Druge savezne lige (1): Tekstilac (Varaždin)
  - Iz ukinute Republičke lige (5): Naprijed (spojio se 28. veljače 1952. sa Segestom iz Siska), Sloboda (Varaždin), Slaven (Koprivnica), Bjelovar i Slavija (Karlovac)
  - Prvak Bjelovarske oblasti: Borac (Bjelovar)
  - Prvak Karlovačke oblasti: Turbina (Karlovac)
  - Prvak Zagrebačke oblasti: Metan (Kutina)
  - Poslije kvalifikacija: Jedinstvo (Čakovec)
    - Kvalifikacije za ulazak u ligu:
      - Sudionici: Jedinstvo (Čakovec) iz ugašene republičke lige + drugoplasirani timovi Karlovačke (Duga Resa) i Zagrebačke (Jaska, Jastrebarsko) oblasti
      - Jedinstvo – Jaska 3:1
      - Pobednik: Jedinstvo (Čakovec)

| mj.                                                            | klub               | ut. | pob. | ner. | por. | gol+ | gol- | bod |
| -------------------------------------------------------------- | ------------------ | --- | ---- | ---- | ---- | ---- | ---- | --- |
| 1.                                                             | Tekstilac Varaždin | 18  | 11   | 3    | 4    | 48   | 24   | 25  |
| 2.                                                             | Slavija Karlovac   | 18  | 9    | 5    | 4    | 27   | 23   | 23  |
| 3.                                                             | Sloboda Varaždin   | 18  | 10   | 2    | 6    | 41   | 27   | 22  |
| 4.                                                             | Turbina Karlovac   | 18  | 9    | 3    | 6    | 28   | 16   | 21  |
| 5.                                                             | Jedinstvo Čakovec  | 18  | 10   | 1    | 7    | 40   | 25   | 21  |
| 6.                                                             | Slaven Koprivnica  | 18  | 9    | 3    | 6    | 27   | 18   | 21  |
| 7.                                                             | Bjelovar           | 18  | 5    | 4    | 9    | 26   | 39   | 14  |
| 8.                                                             | Segesta Sisak      | 18  | 4    | 5    | 9    | 25   | 37   | 13  |
| 9.                                                             | Metan Kutina       | 18  | 3    | 4    | 11   | 17   | 39   | 10  |
| 10.                                                            | Borac Bjelovar     | 18  | 3    | 4    | 11   | 18   | 49   | 10  |
|                                                                |                    |     |      |      |      |      |      |     |
| Tijekom prvenstva Naprijed (Sisak) je promijenio ime u Segesta |                    |     |      |      |      |      |      |     |
| Izvori:                                                        |                    |     |      |      |      |      |      |     |

- Viši rang:
  - Tekstilac (Varaždin) i Slavija (Karlovac) su sudjelovali u doigravanju prvenstva Hrvatske za ulazak u Prvu saveznu ligu – nisu uspjeli. Plasirali se u novoformiranu Hrvatsko-slovensku ligu.
- Ispali:
  - Borac (Bjelovar) i Metan (Kutina)
- Novi članovi:
  - Duga Resa, Zagorac (Krapina), Metalac (Sisak) i Graničar (Đurđevac)

## Vanjske poveznice
- exyufudbal.in.rs
- nk-maksimir.hr